# Peter Hollfelder
Peter Hollfelder (* 24. November 1930 in München; † 6. Dezember 2005 in Würzburg) war ein deutscher Pianist und Hochschullehrer.

## Leben
Unterstützt von der Studienstiftung des deutschen Volkes, studierte Peter Hollfelder an der Hochschule für Musik und Theater München. Seine Lehrer waren Franz Dorfmüller, Erik Then-Bergh und Friedrich Wührer. 1955 debütierte er mit den Münchner Philharmonikern. Als 1. Preisträger der Bundesauswahl Konzerte Junger Künstler (1957/58) ging er auf eine große Deutschlandtournee. Internationale Anerkennung fand er nach Klavierabenden in der  Tonhalle Zürich und der Wigmore Hall.
1963 ging er an die Hochschule für Musik Würzburg, deren Lehrstuhl für Klavier er bis 1996 innehatte.

## Schriften
- Geschichte der Klaviermusik. Zwei Bände. Noetzel, Wilhelmshaven 1989, ISBN 3-7959-0435-8.
- Lexikon Klaviermusik. Noetzel, Wilhelmshaven 1999, ISBN 3-7959-0770-5.
- Lexikon Klaviermusik. Supplement. Noetzel, Wilhelmshaven 2005, ISBN 3-7959-0855-8.